# نظام حزبي خامس
تُطلق تسمية النظام الحزبي الخامس على حقبة ماضية في السياسة المحلية الأمريكية ابتدأت مع الصفقة الجديدة في العام 1932 خلال رئاسة فرانكلين دي روزفلت. دُشّنت تلك الفترة المتّسمة بهيمنة الحزب الديمقراطي من خلال انضواء الكتل التصويتية وجماعات الضغط الداعمة للحزب الديمقراطي في تحالف الصفقة الجديدة على إثر الكساد الكبير. من هذا المنطلق يُطلق على ذلك النظام تسمية «النظام الحزبي للصفقة الجديدة». جاء النظام الحزبي الخامس خلفًا للنظام الحزبي الرابع، والذي عادةً ما يُطلق عليه اسم الحقبة التقدمية، وتبعه النظام الحزبي السادس، رغم الخلاف المتعلّق بتحديد بداياته.

## لمحة عامة
قوّض انتشار الكساد الكبير الثقة بالوعود الجمهورية بشأن الازدهار الاقتصادي. على إثر خسارة الجمهوريين مناصريهم القدامى وعدم إحرازهم تقدمًا يُذكر في أوساط الناخبين الجدد من ذوي الأصول المهاجرة، شهدت الأربع دورات الانتخابية المتعاقبة للرئيس روزفلت في الأعوام 1932، و1936، و1940، و1944 هيمنة الديمقراطيين. وطّد الانتصار الساحق في العام 1936 سيطرة تحالف الصفقة الجديدة على النظام الحزبي الخامس على المستوى الرئاسي؛ ولم يخرق ذلك سوى قدوم الرئيس أيزنهاور إلى البيت الأبيض في الأعوام 1952 و1956.
بصورة عامة فقد سيطر تحالف المحافظين على الكونغرس من العام 1938 حتى 1964، وهو مؤلَّف مِن تحالف جمهوريين شماليين وسيطرة طبقة ريفية من البيض على الحزب الديمقراطي (والتمثيل النيابي) في الجنوب، حيث لم يحظَ معظم السود بحقوقهم كاملة. وحظي الليبراليون بسطوة أعظم، فقد هيمنوا على البيت الأبيض والعديد من الولايات، وبهدف نشر الليبرالية الأمريكية، دعموا تحالف الصفقة الجديدة لبعض الجماعات الليبرالية المحددة، وخصوصًا في الدوائر الانتخابية ذات الأغلبية الإثنية والدينية (الكاثوليك، واليهود) –إضافة إلى الليبراليين الجنوبيين من البيض، والاتحادات العمالية حسنة التنظيم، والمؤسسات الحضرية، والمثقفين التقدميين، وجماعات المزارع الشعبوية وبعض الجمهوريين في الشمال الشرقي.
كان الحزب الجمهوري منقسمًا على نفسه. رشّح جناح محافظ، قاده السيناتور روبرت إيه تافت (1889 – 1953) حتى وفاته، رشّح باري غولدواتر في العام 1964. خسر غولدواتر خسارة فادحة، ولكن آلت السيطرة إلى فصيله خلال رئاسة رونالد ريغان ابتداءً منذ العام 1980 فما بعدها. كان الجناح الليبرالي ذا حظ أوفر قبل العام 1980؛ فقد قاده سياسيّو الشمال الشرقي والساحل الغربي، بمن فيهم نيلسون روكيفيلر، وإيرل وورين، وجيكوب جيفتس، وجورج دبليو رومني، وويليام سكرانتون، وهنري كابوت لودج، وبريسكوت بوش. بنى ريتشارد نيكسون مسيرته المهنية عبر التقرّب من الجناحين أعلاه. فاز نيكسون بالرئاسة في العام 1968 وأُعيد انتخابه في العام 1979، بعد حصوله على الأغلبية في 49 ولاية. تسبّبت فضيحة ووترغيت لنيكسون بإنهاء مسيرته السياسية وخلّفت ضررًا بالغًا في سمعة الحزب الجمهوري على مستوى البلاد.

## نظرة تحليلة
في العام 1967 طرحَ تشامبرز وبيرنهام نموذج النظام الحزبي الخاضع لترقيم الأنظمة التاريخية وترسيمها. نشر علماء السياسة العديد من الأعمال حول هذا الموضوع، وعمِدوا إلى بسط أحداث عصرهم بوصفها إمّا تفكك وشيك للنظام الحزبي الخامس، أو تأسيس لنظام جديد، أو الزعْم بأن هذا الانتقال قد وقع بالفعل قبل ذلك الوقت. شاعت فكرة انتهاء النظام الحزبي الخامس بشكل خاص في السبعينيات من القرن العشرين، إذ وضع البعض تاريخًا بلوغ ذلك النظام أوجَه في العام 1960.

في كتابهما المعنون الأحزاب والانتخابات في أمريكا: العملية الانتخابية (2011)، يزعم المؤلفان إل ساندي مايزل ومارك دي بريور أنه ثمة لإجماع بين الخبراء على أن النظام الحزبي السادس الحالي قائمٌ على أساس السياسة الانتخابية الأمريكية منذ الستينيات:
«على الرغم من اعتقاد معظم العاملين في هذا المجال الآن أننا في ظلّ النظام الحزبي السادس، إلا أن هناك نسبة معتبرة من الخلاف بصدد كيفية وصولنا بالضبط إلى هذا النظام الجديد وخطوطه العامة. ومع هذا، يتفق المختصّون على حدوث تغيير كبير في السياسة الانتخابية الأمريكية منذ الستينيات».